# UROS
UROS (англ. Uroporphyrinogen III synthase) – білок, який кодується однойменним геном, розташованим у людей на 10-й хромосомі. Довжина поліпептидного ланцюга білка становить 265 амінокислот, а молекулярна маса — 28 628.
| 10         |  | 20         |  | 30         |  | 40         |  | 50         |
| ---------- |  | ---------- |  | ---------- |  | ---------- |  | ---------- |
| MKVLLLKDAK |  | EDDCGQDPYI |  | RELGLYGLEA |  | TLIPVLSFEF |  | LSLPSFSEKL |
| SHPEDYGGLI |  | FTSPRAVEAA |  | ELCLEQNNKT |  | EVWERSLKEK |  | WNAKSVYVVG |
| NATASLVSKI |  | GLDTEGETCG |  | NAEKLAEYIC |  | SRESSALPLL |  | FPCGNLKREI |
| LPKALKDKGI |  | AMESITVYQT |  | VAHPGIQGNL |  | NSYYSQQGVP |  | ASITFFSPSG |
| LTYSLKHIQE |  | LSGDNIDQIK |  | FAAIGPTTAR |  | ALAAQGLPVS |  | CTAESPTPQA |
| LATGIRKALQ |  | PHGCC      |  |            |  |            |  |            |

A: Аланін

C: Цистеїн

D: Аспарагінова кислота

E: Глутамінова кислота

F: Фенілаланін

G: Гліцин

H: Гістидин

I: Ізолейцин

K: Лізин

L: Лейцин

M: Метіонін

N: Аспарагін

P: Пролін

Q: Глутамін

R: Аргінін

S: Серин

T: Треонін

V: Валін

W: Триптофан

Кодований геном білок за функцією належить до ліаз. 